# Obavještenja o riziku i sigurnosti
Obavještenja o riziku i sigurnosti (енгл. risk and safety statements) su kodificirane oznake upozorenja kojima se karakteriziraju opasne osobine određenih hemijskih supstanci, hemijskih elemenata i jedinjenja, kao i drugih opasnih materija koje se iz njih dobijaju. Oni su zajedno sa grafičkim oznakama opasnosti i, s njima povezanim, simbolima za opasnost jedno od najvažnijih pomoćnih sredstava unutar Evropske unije propisanih za označavanje opasnih materija.
R oznake su početna tačka za klasifikovanje neke opasne materije. Ukoliko se one jasno i nedvosmisleno definišu i prihvate, iz njih proizilaze za njih neophodne oznake opasnosti, sa pripadajućim simbolima kao i neophodne S oznake.

## Spisak nekih R oznaka
- R 1 Eksplozivno u suvom stanju.
- R 2 Eksplozivno na udar, trenje, u blizini plamena i drugih izvora toplote.
- R 3 Posebno eksplozivno na udar, trenje, u blizini plamena i drugih izvora topline.
- R 4 Stvara vrlo osetljive eksplozivne spojeve sa metalima.
- R 5 Eksplozivno pri zagrijavanju.
- R 6 Eksplozivno sa i bez vazduha.
- R 7 Može prouzrokovati požar.
- R 8 Zapaljivo u dodiru sa zapaljivim materijama.
- R 9 Ekplozivno u mešavini sa zapaljivim materijama.
- R 10 Zapaljivo.
- R 11 Lahko zapaljivo.
- R 12 Vrlo zapaljivo.
- R 14 Reaguje burno sa vodom.

## Spoljašnje veze
- European Commission Directive 2001/59/EC of 6 August 2001 adapting to technical progress for the 28th time Council Directive 67/548/EEC on the approximation of the laws, regulations and administrative provisions relating to the classification, packaging and labelling of dangerous substances
- Chemical Risk & Safety Phrases in 23 European Languages
- List of R/S statements at Sigma-Aldrich
- Australian hazardous substances information system
- The EU Joint Research Centre's Institute for Health & Consumer Protection (IHCP)